# Janjina
Janjina (en italien : Iagnina)est un village et une municipalité située dans le comitat de Dubrovnik-Neretva, en Croatie. Au recensement de 2001, la municipalité comptait 593 habitants, dont 97,64 % de Croates et le village seul comptait 256 habitants.

## Localités
La municipalité de Janjina compte 5 localités :
- Drače
- Janjina
- Osobjava
- Popova Luka
- Sreser

## Photos

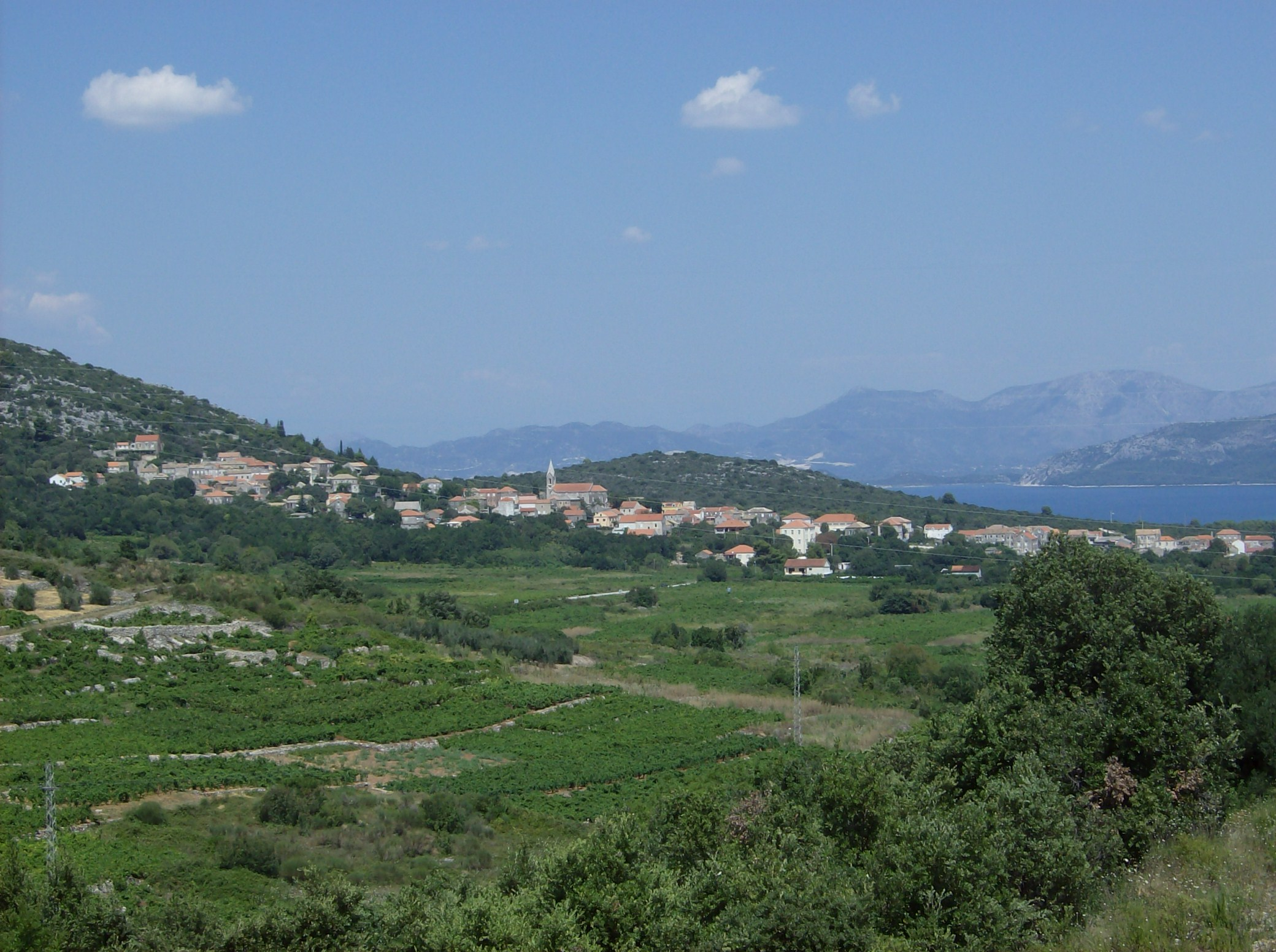
La ville et ses alentours

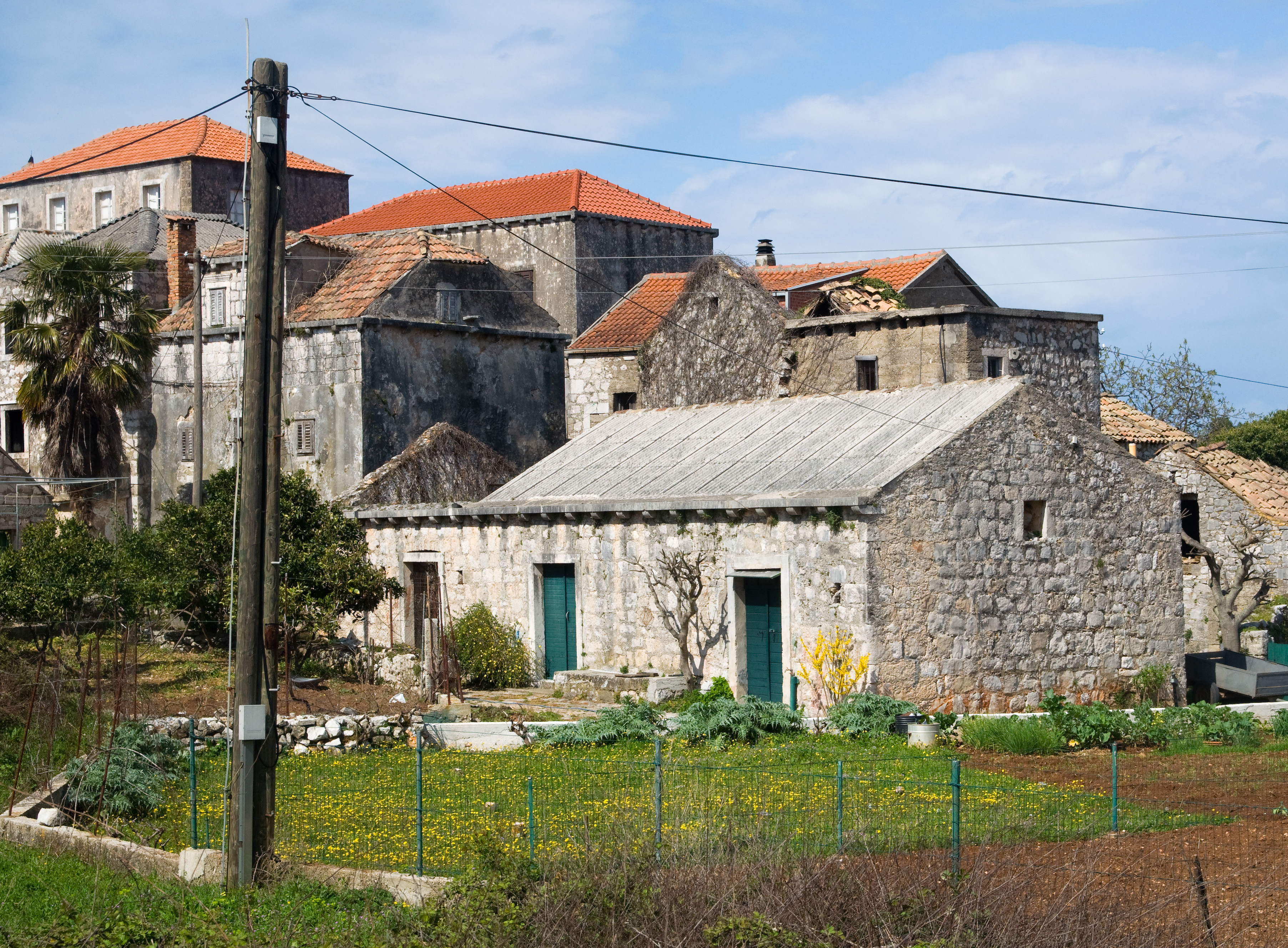
Maisons de Janjina